# Cover You
„Cover You“ е кавър албум на японската група Morning Musume издаден на 26 ноември 2008 година от Zetima Records. Албумът достига 27-а позиция в японската класацията за албуми.

## Списък с песните
1. „Nagisa no Sindbad“
2. „Dō ni mo Tomaranai“ (どうにもとまらない)
3. „Izakaya“ (居酒屋)
4. „Pepper Keibu (албум версия)“
5. „Shiroi Chō no Samba“ (白い蝶のサンバ)
6. „Seishun Jidai“ (青春時代)
7. „Ringo Satsujin Jiken“ (林檎殺人事件)
8. „Romance (албум версия)“ (ロマンス)
9. „Machi no Akari“ (街の灯り)
10. „Koi no Dial 6700“ (恋のダイヤル6700)
11. „Pin Pon Pan Taisō“ (ピンポンパン体操)
12. „Watashi no Aoi Tori“ (私の青い鳥)
13. „Johnny e no Dengon“ (ジョニィへの伝言)
14. „UFO“